# Лежбадини
Лежбадини (груз. ლეჟბადინი, азерб. Lejbəddin) — село Марнеульского муниципалитета, края Квемо-Картли Грузии, со 100 %-ным азербайджанским населением. Находится на территории исторической области Борчалы.

## История
В 1850 году, во время путешествия наместника Кавказа Воронцова в Борчалинский уезд, его путеводитель, историк и журналист Лука Исраилов (Исаришвили) дал развернутые исторические справки о местных деревнях, среди которых также упомянул село Лежбадини:
«...По ту сторону реки Алгет, в южном направлении, начинаются места проживания монгольских и тюркских племен... Вплоть до Разбитого (Красного) моста, в деревнях Муганлы, Горархы, Лежбеддин и Кяпанакчи обосновались потомки этих племен..»

## Население
По данным Государственного статистического комитета Грузии, согласно официальной переписи 2002 года, численность населения села Лежбадини составляет 1538 человек и на 100 % состоит из азербайджанцев.
Согласно официальной переписи населения 2014 года население села составило 962 человек.

## Экономика
Население в основном занимается сельским хозяйством, овцеводством, скотоводством и овощеводством.

## Достопримечательности
- Средняя школа[6]
- Мечеть[2][7]